# Петнист пъстролет
Петнистите пъстролети (Aeshna cyanea) са вид едри насекоми от семейство Aeshnidae.

## Описание
Те са ярко оцветени водни кончета, които достигат дължина 70 mm.
- Мъжки
- Женски
- Женската снася яйца
- Женска яде оса

## Размножаване
Размножават се край постоянни водоеми, но възрастните често се отдалечават значително от тях.

## Хранене
Възрастните се хранят с насекоми, които улавят в полет, а ларвите - с водни насекоми, попови лъжички и дори малки рибки, които ловят във водоема, край който живеят.

## Разпространение
Срещат се и в България, главно в планински области в югозападната част на страната.